# بکاش
بکاش (به مجاری:  Békás) یک شهرداری در مجارستان است که در ناحیه پاپا واقع شده‌است. بکاش ۶٫۵۲ کیلومتر مربع مساحت و ۲۱۰ نفر جمعیت دارد.